# 国通路
國通路是位於中國上海市楊浦區一條南北走向道路，北起政高路，中與政立路相交，南至政學路。
道路於2008年4月8日開通，當時道路北起政高路，南至政立路。2020年4月18日，国通路的政立路至政学路延伸段通車。南段新延伸段是复旦大学管理学院政立路院區的配套道路。